# جو شوستر
جوزف «جو» شوستر (به انگلیسی: Joseph "Joe" Shuster) (متولد ۱۰ ژوئیه ۱۹۱۴)، سازنده کانادایی-آمریکایی سوپرمن یکی از ابرقهرمان‌های معروف دی‌سی کامیکس (به همراه جری سیگل) می‌باشد.
شوستر پس از سوپرمن دوران موفقی در حرفه خود نداشت و در اواسط دهه ۱۹۷۰ به علت مشکل نابینایی، از این رشته به‌طور کامل کناره گیری کرد.

## زندگی
ژوزف در شهر تورنتو ایالت انتاریو در کانادا در خانوداه‌ای یهودی متولد شد. پدر او جولیوس یک خیاط اهل روتردام بود که مغازه خیاطی در منطقه پوشاک تورنتو داشت. مادر اون ایدا نیز اهل شهر کی‌یف در کشور اکراین بود.